# Leucopogon thymifolius
Leucopogon thymifolius är en ljungväxtart som beskrevs av John Lindley och George Bentham. Leucopogon thymifolius ingår i släktet Leucopogon och familjen ljungväxter. Inga underarter finns listade i Catalogue of Life.